# 留法三劍客
「留法三劍客」指的是吳冠中、朱德群和趙無極，三位二十世紀傑出的華裔畫家。三人均出生於1919年至1920年間，均于40年代先後赴巴黎留學，其後，吳冠中於50年代回國，趙無極及朱德群則留法發展。三人師出同門，畢業于國立藝術專科學校，師從方幹民、林風眠、吳大羽和潘天壽等名家。

## 經歷
他們師出同門，從西子湖畔起步，先後赴法學習，融匯中西，成就斐然。
吳冠中是首位獲選「法蘭西學院藝術院通訊院士」的中國籍藝術家，獨創的「彩墨畫」獨樹一幟。
朱德群是法蘭西學院藝術院院士中第一位華人，他的抽象自然畫深含中國文化的恢宏氣度。
趙無極是法蘭西學院藝術院終身院士，將西方現代繪畫形式和色彩技巧，與中國傳統文化相結合，被稱為「西方現代抒情抽象派的代表」。

## 評價
- 王承昊在《傳統之根——試論趙無極、 朱德群、 吳冠中的中國藝術精神》一文中寫到：「趙無極、朱德群、吳冠中......先後進入杭州國立藝專學習時，正值學校的鼎盛時期。校長林風眠以蔡元培「思想自由，兼容並包」的辦學宗旨廣納賢才，這裡既有像潘天壽這樣傳統功力深厚的國畫大師，也有像吳大羽、方幹民這樣深通西方現代繪畫藝理的著名畫家，這使得他們在校的學習能在一個容納中西、開闊視野的學術環境下，吸收中西文化的精髓......林風眠、潘天壽、吳大羽、方幹民等藝術教育的形式與思想更深深影響了當時的朱德群、 趙無極、吳冠中。探尋西方藝術之源成為三人共同的夢想。」
- 劉鉞在《左杭州、右巴黎—西湖畫派六人集論》一書中將林風眠、吳大羽、方幹民、趙無極、朱德群和吳冠中六人作為一個畫派—「西湖畫派」。

吳冠中、趙無極、朱德群和「四大校長」（注：顏文樑、徐悲鴻、劉海粟和林風眠）同是中國現代藝術的代表人物。